# خزرون بن خليفة
خزرون بن خليفة بن ورو، خامس حكام طرابلس من بنو خزرون، ثار على الفاطيين و أصبحت طرابلس مالكية في عهده.

## السيرة
بعد مقتل أمير طرابلس سعيد بن خزرون بن سعيد على يد زغبة، تسلم خزرون بن خليفة بن ورو حكم طرابلس، و طريقة تسلمه واضحة، فبعد مقتل سعيد سنة 429هـ/1038، فتح الفقيه المالكي أبي الحسن علي بن محمد بن المنمر مدينة طرابلس لخزرون و سلمها له فأصبح بذلك أميرا على طرابلس لمدة أشهر، لكن ذلك لم يدم طويلا فقد جاء أخ سعيد و هو المنتصر بن خزرون و معه جيش من قبيلة زناتة في ربيع الأول 430هـ / ديسمبر 1038، ففرّ خزرون بن خليفة من المدينة متخفيا تاركا ابن المنمر ليواجه مصيره، و لم يذكر شيئ عن خزرون بعد ذلك.
و في سنة 429هـ / 1038 قاد المعز هجوما على طرابلس لا ندري إذا كان خزرون من واجهه أو أحد لاحقيه، لكن الفترة الزمنية المتوفرة و حال طرابلس تجعل من المرجح أكثر أن خزرون من واجه هذه الحملة.
في رواية أخرى للطاهر الزاوي نقلا عن ابن خلدون، جاء خزرون بن خليفة من قيطون زناتة و أصبح الحاكم سنة 446هـ / 1054 بوساطة من رئيس الشورى الذي كان في عهد والده، و ذلك بعد وفاة سعيد بن خزرون، و قد هيأ له رئيس الشورى الأمور حتى تمكن من الحكم، و في عهد خزرون ثار أهل طرابلس على المذهب الشيعي بقيادة الأستاذ أبي الحسن بن المنتصر (يقصد ابن المنمر)، و نبذوا التقاليد الشيعية و البدع الفاطمية و تحولت طرابلس رسميا للمذهب المالكي و كل ذلك تحت حماية خزرون، و لكن في سنة 450هـ / 1058 جاء المنتصر بن خزرون بن سعيد بجيش كبير إلى طرابلس لأخذها، ففر خليفة و دخل المنتصر طرابس. و الأزمنة في هذه الرواية غير صحيحة، فالطاهر الزاوي أخطأ في سنة فراره و سنة توليه، و يبدوا أنه هو من اختلقها لأن ابن خلدون لم يقل بهذه الأزمنة.